# Víctor Valussi
Víctor Miguel Valussi (n Ciudad de Resistencia, Provincia de Chaco, Argentina, 8 de mayo de 1912 - Ibídem, 1 de abril de 1995) fue un futbolista argentino que se desempeñaba en la posición de defensa central.
Surgido de las inferiores del Club Atlético Chacarita Juniors, tuvo un pequeño paso en el Club Atlético Chaco For Ever de su provincia natal antes de desembocar en el Club Atlético Boca Juniors. Fue en el club «xeneize» en donde destacó mayormente, al consagrarse campeón en cinco oportunidades
Obtuvo cinco campeonatos de la Primera División de Argentina y un título de carácter internacional, la Copa de Confraternidad Escobar-Gerona, organizada por AFA-AUF.
Fue internacional con la Selección de fútbol de Argentina. Se retiró en Tampico Madero Fútbol Club de México.

## Biografía

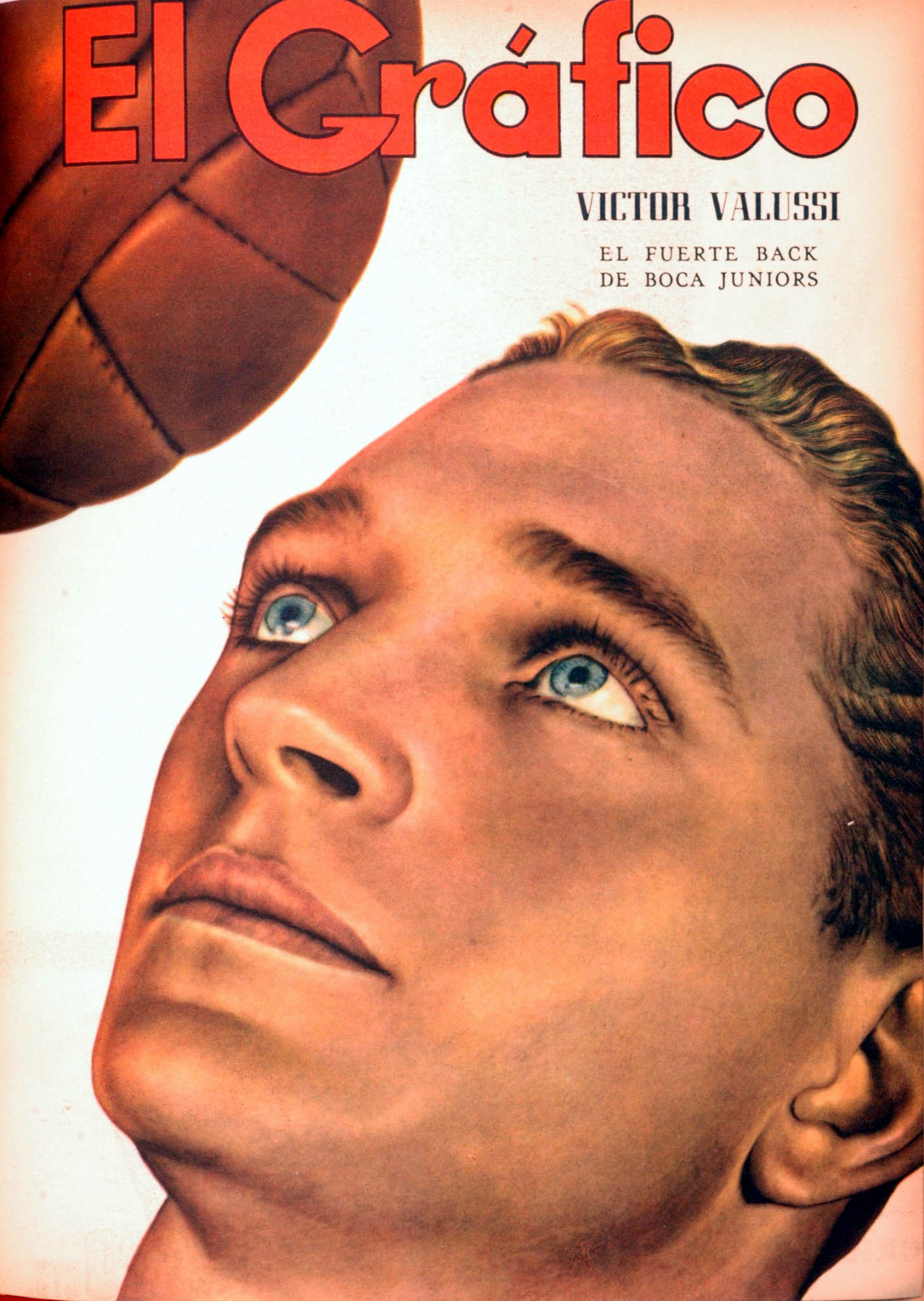
Valussi en 1939.

Surgido de Chacarita Juniors luego pasó a Boca Juniors. jugaba de marcador central derecho. 
Ganó 4 títulos con Boca Juniors (campeonatos de 1935, 1940, 1943, 1944).
Jugó 9 partidos con la selección Argentina, debutando el 18 de febrero de 1940 ante nada menos que contra Brasil (2-2).
Duro de pasar, marcaba muy fuerte, haciendo un complemento interesante en la saga con Domingos Antônio da Guia. En 1937 pasó a Club Atlético Tigre. En 1938 volvió a Boca, y se afirmó definitivamente en el equipo titular, conformando con Marante una defensa muy firme. Siguió en este club hasta 1945, identificándose totalmente con él. 
Finalizó su carrera jugando en el Tampico de México.

## Palmarés

### Campeonatos nacionales
| Título           | Club         | País      | Año  |
| ---------------- | ------------ | --------- | ---- |
| Primera División | Boca Juniors | Argentina | 1935 |
| Primera División | Boca Juniors | Argentina | 1940 |
| Primera División | Boca Juniors | Argentina | 1943 |
| Primera División | Boca Juniors | Argentina | 1944 |

### Campeonatos internacionales
| Título                                | Club         | Sede final | Año  |
| ------------------------------------- | ------------ | ---------- | ---- |
| Copa de Confraternidad Escobar-Gerona | Boca Juniors | Uruguay    | 1945 |